# 相良頼金
相良 頼金（さがら よりかね、生没年不詳）は、室町時代の相良氏の人物。第11代当主相良長続の長男。官途は相模守。

## 略歴
相良氏宗家の長男として生まれたが、頼金は生来の不具で、かつ病弱であったと言う。次男の頼幡（よりあきら）も夭折したため、父長続は後継者として三男の為続を選んだ。
以後、頼金は人吉城の南の中尾山（現人吉市浪床町辺り）に館を築いて隠棲した。

## 系譜
- 父：相良長続
- 母：犬童兼長の娘
- 妻：不詳
  - 男子：相良長定 - 民部大輔